# 61ns Premis Tony
La 61ena edició dels Premis Tony va ser celebrada el 10 de juny de 2007 al Radio City Music Hall, sent així, la desena vegada que els Premis Tony eren celebrats a aquesta localització. La cerimònia va reconèixer els èxits de les produccions de Broadway durant la temporada 2006–07 i va ser emesa en directe per la cadena de televisió CBS. La gala no va tenir un únic presentador.
Les nominacions van ser presentades el 15 de maig de 2007 per Jane Krakowski i Taye Diggs. El musical Spring Awakening va rebre 11 nominacions, sent la producció que n'aconseguí més. Durant la nit dels premis, el mateix musical va ser el més guardonat de la nit, amb un total de 8 Tonys, entre ells el de Millor musical.
Aquesta edició dels Premis Tony, va guanyar Premi Emmy, en la categoria de Millor Programa de Classe Especial, durant la 59na edició dels Premis Emmy. Glenn Weiss, director de la cerimònia, va rebre el premi del Sindicat de Directors dels Estats Units en la categoria de Millor direcció d'un programa musical variat.

## Cerimònia

### Presentadors
La gala no va comptar amb un únic presentador, sinó que vàries personalitats del teatre, cinema i televisió van combinar-se.
| - Jane Alexander - Christina Applegate - Zach Braff - Harry Connick, Jr. - Claire Danes - Jeff Daniels - Brian Dennehy - Taye Diggs - Harvey Fierstein - Carla Gugino - Marvin Hamlisch - Marcia Gay Harden - Neil Patrick Harris - Anne Heche - Marg Helgenberger - Judd Hirsch - Felicity Huffman | - Mark Indelicato - Eddie Izzard - Christian Hoff - Melina Kanakaredes - John Kander - Jane Krakowski - Angela Lansbury - Robert Sean Leonard - Patti LuPone - John Mahoney - Audra McDonald - Idina Menzel - Bebe Neuwirth - Cynthia Nixon - Donny Osmond - Bernadette Peters - David Hyde Pierce | - Christopher Plummer - Phylicia Rashad - Daniel Reichard - Anika Noni Rose - Liev Schreiber - Harry Smith - Kevin Spacey - J. Robert Spencer - Tommy Tune - John Turturro - Usher - Ben Vereen - Sam Waterston - Vanessa Williams - Patrick Wilson - Rainn Wilson - John Lloyd Young |

### Actuacions
Les següents companyies i artistes van actuar durant la cerimonia:
- A Chorus Line – "I Hope I Get It" & "One"
- Curtains – "Show People"
- 110 in the Shade – "Raunchy"; interpretat per Audra McDonald i John Cullum
- Mary Poppins – "Chim Chim Cher-ee", "Step in Time" & "Anything Can Happen"
- Company – "Being Alive"; interpretat per Raúl Esparza
- Grey Gardens – "The Revolutionary Costume for Today"
- Spring Awakening – "Touch Me", "The Bitch of Living" & "Totally F*****"
- The Colour Purple – "I'm Here"; interpretada per Fantasia Barrino

## Premis no competitius
Els premis especials van ser atorgats a:
- Premi a l'esdeveniment teatral especial – Jay Johnson: The Two and Only!:[9][10]
- Premi al Teatre Regional: Alliance Theatre (Atlanta, Georgia)[11]

## Guanyadors i nominats
Guanyadors destacats en negreta
| Millor obra | Millor musical |
| --- | --- |
| - The Coast of Utopia – Tom Stoppard - Frost/Nixon – Peter Morgan - The Little Dog Laughed – Douglas Carter Beane - Radio Golf – August Wilson                                                         | - Spring Awakening - Curtains - Grey Gardens - Mary Poppins |
| Millor revival d'obra | Millor revival de musical |
| - Journey's End - Inherit the Wind - Talk Radio - Translations | - Company - The Apple Tree - A Chorus Line - 110 in the Shade |
| Millor actor en una obra | Millor actriu en una obra |
| - Frank Langella – Frost/Nixon - Boyd Gaines – Journey's End - Brían F. O'Byrne – The Coast of Utopia - Christopher Plummer – Inherit the Wind - Liev Schreiber – Talk Radio                           | - Julie White – The Little Dog Laughed - Eve Best –A Moon for the Misbegotten - Swoosie Kurtz – Heartbreak House - Angela Lansbury – Deuce - Vanessa Redgrave – The Year of Magical Thinking |
| Millor actor de musical | Millor actriu de musical |
| - David Hyde Pierce – Curtains - Michael Cerveris – LoveMusik - Raúl Esparza – Company - Jonathan Groff – Spring Awakening - Gavin Lee – Mary Poppins                                                  | - Christine Ebersole – Grey Gardens - Laura Bell Bundy – Legally Blonde The Musical - Audra McDonald – 110 in the Shade - Debra Monk – Curtains - Donna Murphy – LoveMusik |
| Millor actor de repartiment en una obra | Millor actriu de repartiment en una obra |
| - Billy Crudup – The Coast of Utopia - Anthony Chisholm – Radio Golf - Ethan Hawke – The Coast of Utopia - John Earl Jelks – Radio Golf - Stark Sands – Journey's End                                  | - Jennifer Ehle – The Coast of Utopia - Xanthe Elbrick – Coram Boy - Dana Ivey – Butley - Jan Maxwell – Coram Boy - Martha Plimpton – The Coast of Utopia |
| Millor actor de repartiment en un musical | Millor actriu de repartiment en un musical |
| - John Gallagher, Jr. – Spring Awakening - Brooks Ashmanskas – Martin Short: Fame Becomes Me - Christian Borle – Legally Blonde The Musical - John Cullum – 110 in the Shade - David Pittu – LoveMusik | - Mary Louise Wilson – Grey Gardens - Charlotte d'Amboise – A Chorus Line - Rebecca Luker – Mary Poppins - Orfeh – Legally Blonde The Musical - Karen Ziemba – Curtains |
| Millor direcció d'una obra | Millor direcció d'un musical |
| - Michael Mayer – Spring Awakening - John Doyle – Company - Scott Ellis – Curtains - Michael Greif – Grey Gardens                                                                                      | - Jack O'Brien – The Coast of Utopia - Michael Grandage – Frost/Nixon - David Grindley – Journey's End - Melly Still – Coram Boy |
| Millor llibret d'un musical | Millor banda sonora (música i/o lletra) |
| - Steven Sater – Spring Awakening - Rupert Holmes & Peter Stone – Curtains - Doug Wright – Grey Gardens - Heather Hach – Legally Blonde The Musical                                                    | - Spring Awakening – Duncan Sheik (música) & Steven Sater (lletra) - Curtains – John Kander (música) & Fred Ebb, John Kander i Rupert Holmes (lletra) - Grey Gardens – Scott Frankel (música) & Michael Korie (lletra) - Legally Blonde The Musical – Laurence O’Keefe & Nell Benjamin (música i lletra) |
| Millor escenografia d'una obra | Millor escenografia d'un musical |
| - Bob Crowley & Scott Pask – The Coast of Utopia - Jonathan Fensom – Journey's End - David Gallo – Radio Golf - Ti Green & Melly Still – Coram Boy                                                     | - Bob Crowley – Mary Poppins - Christine Jones – Spring Awakening - Anna Louizos – High Fidelity - Allen Moye – Grey Gardens |
| Millor vestuari d'una obra | Millor vestuari d'un musical |
| - Catherine Zuber – The Coast of Utopia - Ti Green & Melly Still – Coram Boy - Jane Greenwood – Heartbreak House - Santo Loquasto – Inherit the Wind                                                   | - William Ivey Long – Grey Gardens - Gregg Barnes – Legally Blonde The Musical - Bob Crowley – Mary Poppins' - Susan Hilferty – Spring Awakening |
| Millor il·luminació d'una obra | Millor il·luminació d'un musical |
| - Brian MacDevitt, Kenneth Posner & Natasha Katz – The Coast of Utopia - Paule Constable – Coram Boy - Brian MacDevitt – Inherit the Wind - Jason Taylor – Journey's End                               | - Kevin Adams – Spring Awakening - Christopher Akerlind – 110 in the Shade - Howard Harrison – Mary Poppins - Peter Kaczorowski – Grey Gardens |
| Millor coreografia | Millors orquestracions |
| - Bill T. Jones – Spring Awakening - Rob Ashford – Curtains - Matthew Bourne & Stephen Mear – Mary Poppins - Jerry Mitchell – Legally Blonde The Musical                                               | - Duncan Sheik – Spring Awakening - Bruce Coughlin – Grey Gardens - Jonathan Tunick – 110 in the Shade - Jonathan Tunick – LoveMusik |

| Les següents produccions van rebre múltiples nominacions: - 11 nominacions: Spring Awakening - 10 nominacions: The Coast of Utopia, Grey Gardens - 8 nominacions: Curtains - 7 nominacions: Legally Blonde The Musical, Mary Poppins - 6 nominacions: Coram Boy, Journey's End - 5 nominacions: 110 in the Shade - 4 nominacions: Inherit the Wind, LoveMusik, Radio Golf - 3 nominacions: Company, Frost/Nixon - 2 nominacions: A Chorus Line, Heartbreak House, The Little Dog Laughed, Talk Radio | Les següents produccions van rebre múltiples guardons: - 8 premis: Spring Awakening - 7 premis: The Coast of Utopia - 3 premis: Grey Gardens |